# R.J. Cleveringsluizen
De R.J. Cleveringsluizen (vóór 2 oktober 2007 Lauwerssluizen) zijn spuisluizen ten westen van Lauwersoog. Het spuisluizencomplex in de N361 bestaat uit drie bouwwerken (met elk vier spuikanalen), waarvan er twee op het grondgebied van Friesland staan en de andere zich in de provincie Groningen bevindt.

## Geschiedenis
Na het afsluiten van de Lauwerszee in 1969 ontstond het Lauwersmeer. De uitwateringssluizen zorgen ervoor dat het water van de Friese boezem en de Electraboezem op de Waddenzee wordt geloosd. Dit geschiedt als het eb is. De schutsluis bevindt zich in Lauwersoog.
De sluizen zijn in beheer bij het waterschap Noorderzijlvest.
Het sluizencomplex droeg tot 2 oktober 2007 de naam Lauwerssluizen. Die dag heeft het de naam van R.J. Clevering (1914-2013) gekregen, die van 1955 tot 1979 voorzitter was van het toenmalige waterschap Hunsingo.
In 2017 werd gestart met groot onderhoud, dat meerdere jaren zou gaan duren.

## Vismigratie
Vanaf 2018 werd tijdens het seizoen visvriendelijk gespuid, om ervoor te zorgen dat vissen zoals glasaal, jonge bot en de driedoornige stekelbaars vanaf de Waddenzee de binnenwateren kunnen bereiken. De sluisdeuren worden in de maanden maart, april en mei 's nachts opengezet tijdens afgaand tij als de waterstand aan beide kanten gelijk is. Met name de glasaal kan dan 's nachts de Lauwerszee bereiken.

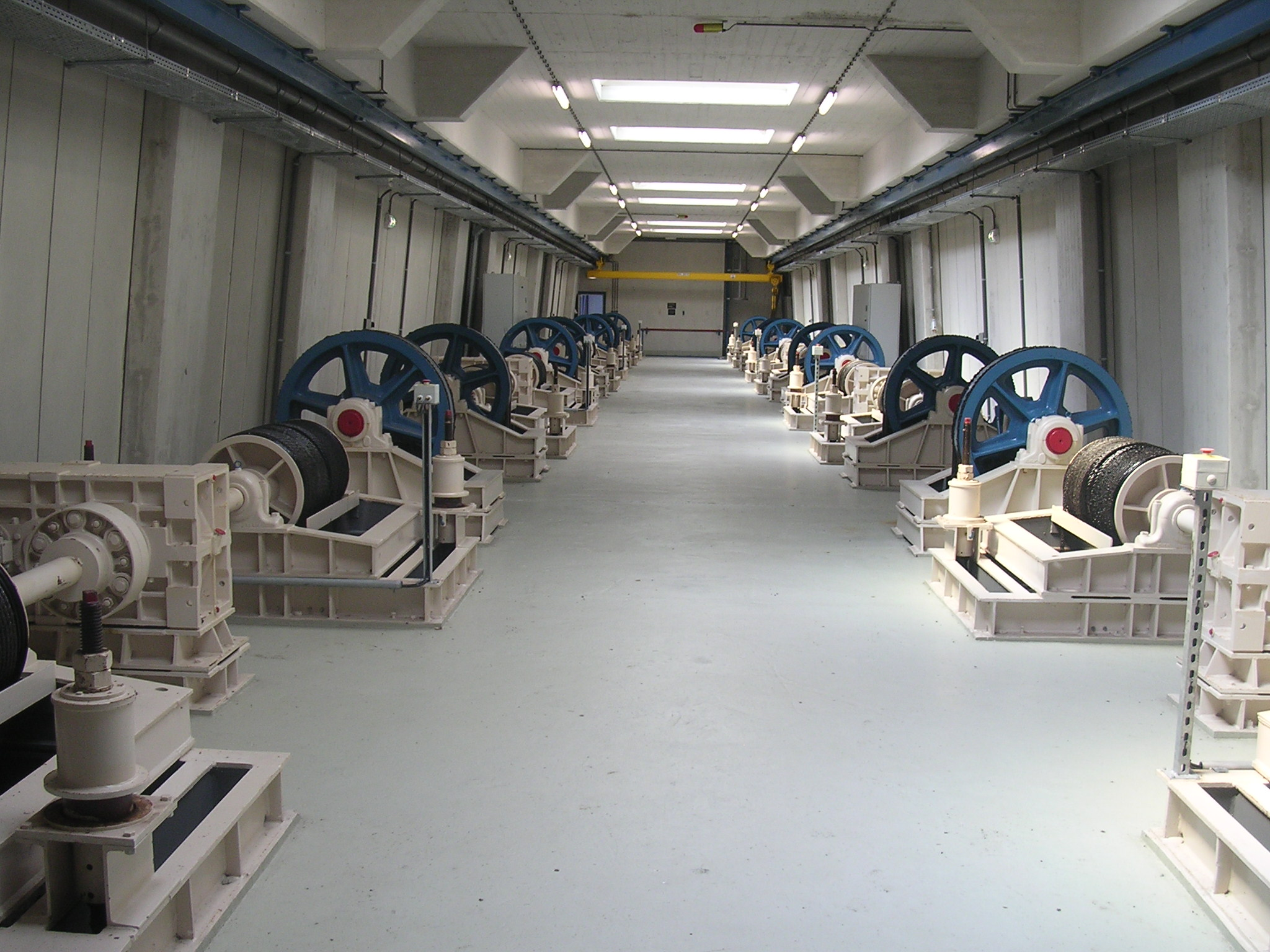
Een van de machinekamers
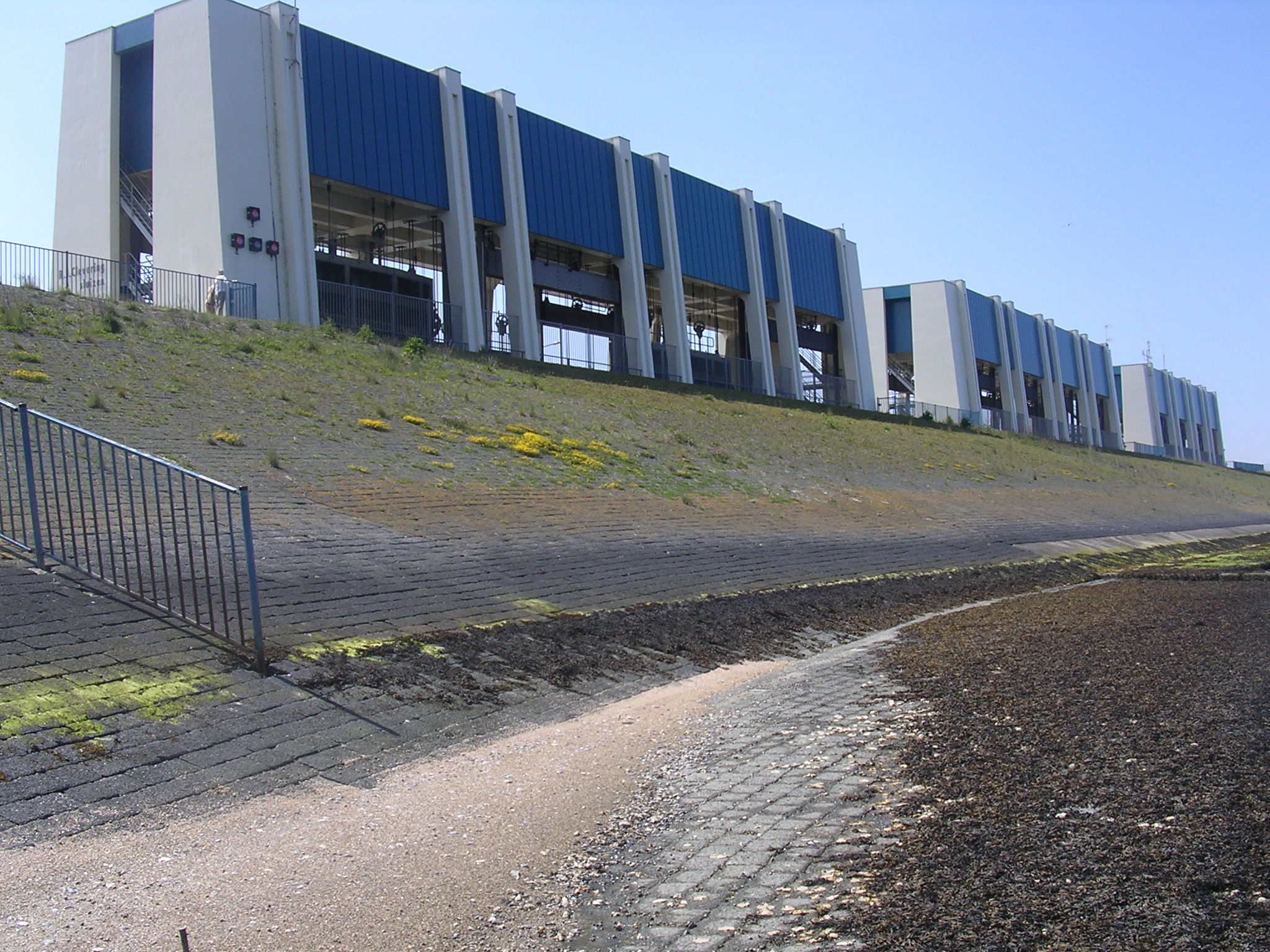
Sluizen van dichtbij
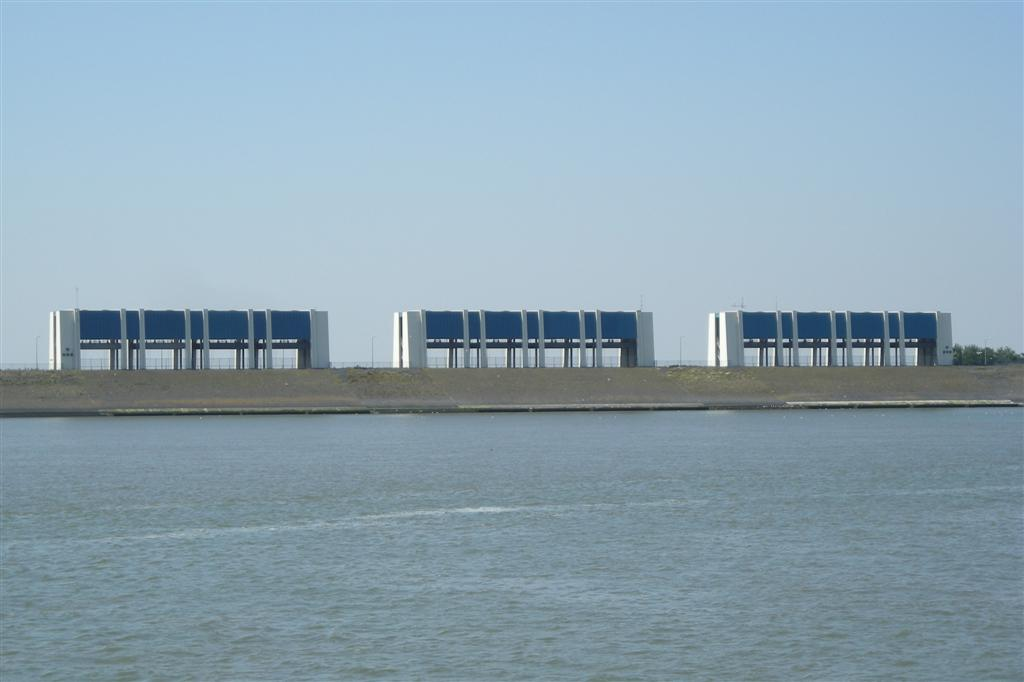
Zicht vanaf de Waddenzee
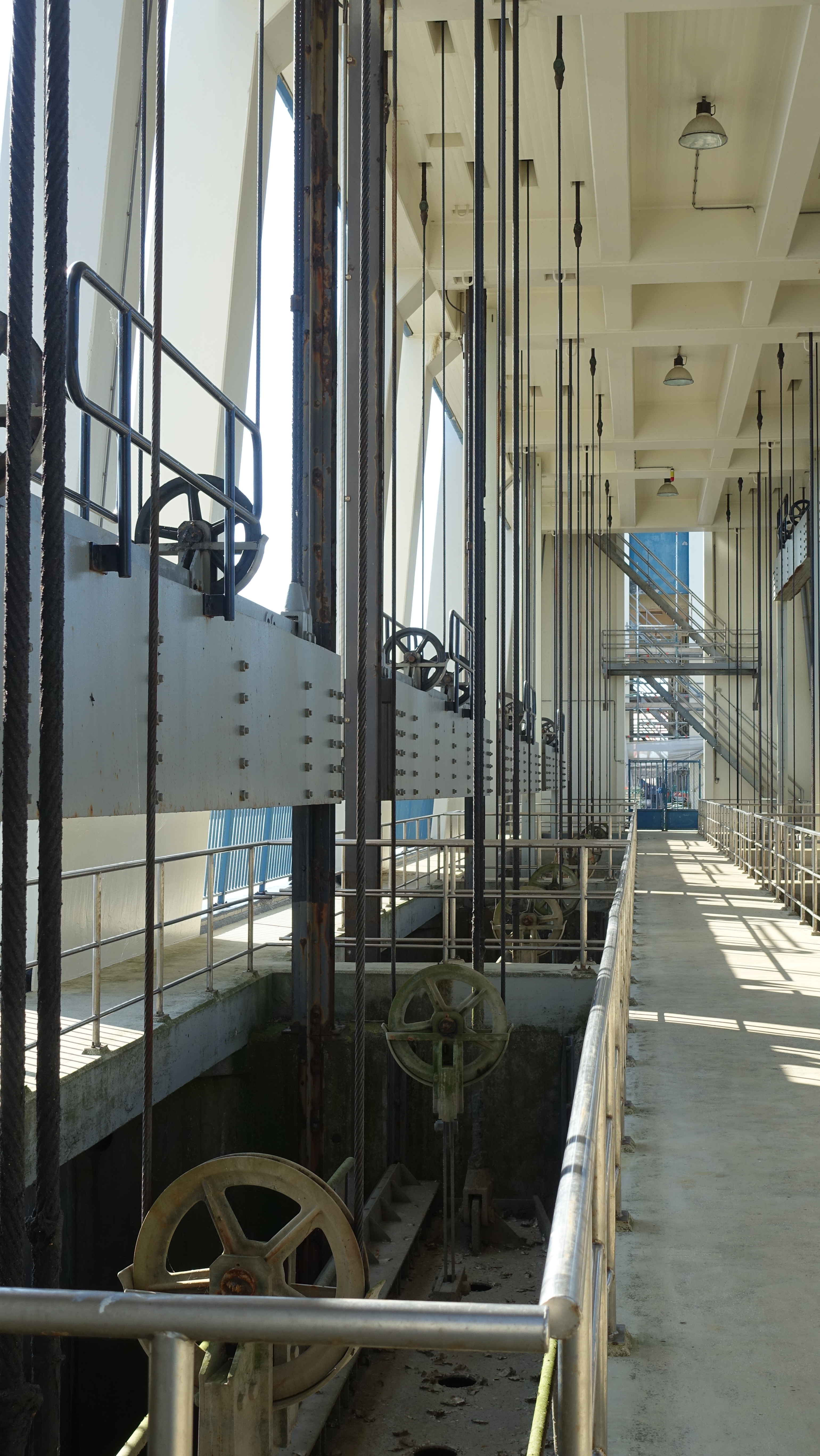
Constructie binnenzijde met katrollen en kabels